# Чемпионат ОАЭ по футболу
Чемпиона́т ОАЭ по футбо́лу (араб. الدوري الاماراتي للمحترفين‎) — высший футбольный дивизион в Объединённых Арабских Эмиратах. В сезоне 2009/10 был переименован в Премьер-лигу. Сезон 1990/91 не был проведён из-за войны в Персидском заливе. Первым чемпионом был клуб «Аль-Шарджа». Наибольшее представительство в чемпионате имеют города Абу-Даби и Дубай. Клуб «Аль-Айн» в сезонах 2001/02, 2002/03, 2003/04 выиграл три чемпионата подряд, что пока не удавалось сделать ещё ни одному клубу.
Действующий чемпион — Аль-Васл.

## Список чемпионов
Источник:
- 1973/74: Аль-Ороба
- 1974/75: Аль-Ахли
- 1975/76: Аль-Ахли
- 1976/77: Аль-Айн
- 1977/78: Аль-Наср
- 1978/79: Аль-Наср
- 1979/80: Аль-Ахли
- 1980/81: Аль-Айн
- 1981/82: Аль-Васл
- 1982/83: Аль-Васл
- 1983/84: Аль-Айн
- 1984/85: Аль-Васл
- 1985/86: Аль-Наср
- 1986/87: Шарджа
- 1987/88: Аль-Васл
- 1988/89: Шарджа
- 1989/90: Аль-Шабаб
- 1990/91: не окончен в связи с войной в заливе
- 1991/92: Аль-Васл
- 1992/93: Аль-Айн
- 1993/94: Шарджа
- 1994/95: Аль-Шабаб
- 1995/96: Шарджа
- 1996/97: Аль-Васл
- 1997/98: Аль-Айн
- 1998/99: Аль-Вахда
- 1999/00: Аль-Айн
- 2000/01: Аль-Вахда
- 2001/02: Аль-Айн
- 2002/03: Аль-Айн
- 2003/04: Аль-Айн
- 2004/05: Аль-Вахда
- 2005/06: Аль-Ахли
- 2006/07: Аль-Васл
- 2007/08: Аль-Шабаб
- 2008/09: Аль-Ахли
- 2009/10: Аль-Вахда
- 2010/11: Аль-Джазира
- 2011/12: Аль-Айн
- 2012/13: Аль-Айн
- 2013/14: Аль-Ахли
- 2014/15: Аль-Айн
- 2015/16: Аль-Ахли
- 2016/17: Аль-Джазира
- 2017/18: Аль-Айн
- 2018/19: Шарджа
- 2019/20: отменен по причине Covid-19
- 2020/21: Аль-Джазира
- 2021/22: Аль-Айн
- 2022/23: Шабаб Аль-Ахли
- 2023/24: Аль-Васл

## Чемпионы
| Клуб        | Победители | Победа в сезоне |
| ----------- | ---------- | --- |
| Аль-Айн     | 14         | 1976/77, 1980/81, 1983/84, 1992/93, 1997/98, 1999/00, 2001/02, 2002/03, 2003/04, 2011/12, 2012/13, 2014/15, 2017/18, 2021/22 |
| Аль-Васл    | 8          | 1981/82, 1982/83, 1984/85, 1987/88, 1991/92, 1996/97, 2006/07, 2023/24                                                       |
| Аль-Ахли    | 8          | 1974/75, 1975/76, 1979/80, 2005/06, 2008/09, 2013/14, 2015/16, 2022/23                                                       |
| Шарджа      | 6          | 1973/74, 1986/87, 1988/89, 1993/94, 1995/96, 2018/19                                                                         |
| Аль-Вахда   | 4          | 1998/99, 2000/01, 2004/05, 2009/10                                                                                           |
| Аль-Наср    | 3          | 1977/78, 1978/79, 1985/86 |
| Аль-Шабаб   | 3          | 1989/90, 1994/95, 2007/08 |
| Аль-Джазира | 2          | 2010/11, 2016/17 |